# لطیف ناظمی
لطیف ناظمی (زادهٔ سال ۱۳۲۵ خورشیدی، هرات) شاعر و منتقد ادبیِ اهل افغانستان است‌.

## زندگی‌نامه
ناظمی آموزش‌های نخستین را در مدارس خانگی دید.از سال ۱۳۳۶ تا ۱۳۴۴ لیسه سلطان هرات را خواند. در سال ۱۳۴۸ از رشته دری دانشگاه کابل لیسانس گرفت و در همان بخش استاد شد. از سال ۱۳۶۱ تا پایان سال ۱۳۶۳ به تدریس زبان و ادبیات در دانشگاه همبولت آلمان غربی پرداخت و همان‌جا آموزش دید. شاعری را از کودکی آغاز کرد و دفتر شعرش به نام میلاد سبز در سال ۱۳۵۴ جایزه شعر را ربود. او مقالات فراوانی در زمینه ادب‌شناسی و نقد ادبی نوشته‌است. وی اکنون ساکن فرانکفورت است و با دویچه‌وله (DW) آلمان همکاری دارد. وی عضو هیئت امنای بنیاد فردوسی است. 

## پیوندها
صفحهٔ اینترنتی برنامهٔ «دمی با ناظمی»